# Kirsten Neycken-Bartholemy
Kirsten Neycken-Bartholemy (Eupen, 19 mei 1972) is een Belgisch Duitstalig politica voor de SP.

## Levensloop
Kirsten Neycken-Bartholemy volgde tussen 1988 en 1994 een opleiding tot kapster en nadien oefende ze dat beroep tot in 2012 uit. Nadien werd ze vaklerares aan het Robert-Schuman-Instituut in Eupen, van 2012 tot 2023 in de opleiding schoonheidsverzorging en sinds 2023 in de deeltijdse opleiding. 
In 2000 sloot Neycken-Bartholemy zich aan bij de SP en voor deze partij zetelt ze sinds december 2012 in de gemeenteraad van Eupen. 
Van januari 2013 tot mei 2019 zetelde ze eveneens in het Parlement van de Duitstalige Gemeenschap, waar ze van 2016 tot 2019 ondervoorzitter was. Bij de Duitstalige Gemeenschapsverkiezingen van mei 2019 werd Neycken-Bartholemy niet herkozen, maar in april 2022 werd ze opnieuw parlementslid van de Duitstalige Gemeenschap in opvolging van Céline Kever, die uit de politiek stapte. Van januari tot november 2023 was ze in het Parlement van de Duitstalige Gemeenschap fractievoorzitter voor haar partij, een functie die ze sinds juli 2024 opnieuw uitoefent.